# Wattie Aitkenhead
Walter Campbell Allison „Wattie“ Aitkenhead (* 21. Mai 1887 in Glasgow; † 19. Juli 1966 in Cheadle) war ein schottischer Fußballspieler.
Für seinen ersten Verein Partick Thistle spielte Aitkenhead lediglich vier Spiele. Im September 1906 unterschrieb er dann beim englischen Klub Blackburn Rovers, bei dem er bis zum Ende seiner Karriere 1918 spielte. Mit Blackburn gewann er 1911/12 und 1913/14 die englische Meisterschaft. Während des Ersten Weltkrieges spielte er mehrere Saisons bei Preston North End.
Außerdem bestritt Aitkenhead 1912 ein Länderspiel für die schottische Fußballauswahl: Beim 4:1 gegen Irland am 16. März 1912 erzielte er zwei Tore.
Nach seinem Karriereende 1918 arbeitete Aitkenhead in der Baumwollindustrie in Lancashire. Er leitete fast 40 Jahre lang eine Firma dort.
Walter Aitkenhead starb 1966 im Alter von 79 Jahren.